# Haruo Sotozaki
Haruo Sotozaki (外崎春雄?, Sotozaki Haruo; Hokkaidō, ...) è un regista giapponese di anime, film e videogiochi.
Ha debuttato in regia nel 2004 con l'adattamento anime di 2x2 = Shinobu-den. Nel 2019 ha diretto l'adattamento anime di Demon Slayer - Kimetsu no yaiba, seguito da Demon Slayer - Il treno Mugen del 2020, vincitore di numerosi premi nonché film col maggiore incasso nel 2020 a livello mondiale.

## Filmografia

### Serie televisive
- X (2002–2003)
- Ninja Nonsense (ニニンがシノブ伝, Ninin ga Shinobuden) (2004) (regista)
- Tales of Symphonia: The Animation (テイルズ オブ シンフォニア The Animation, Teiruzu Obu Shinfonia The Animation) (2007–2012) (regista)
- Tales of Zestiria the X (テイルズ オブ ゼスティリア ザ クロス, Teiruzu Obu Zesutiria Za Kurosu) (2016–2017) (regista)
- Demon Slayer: Kimetsu no Yaiba (鬼滅の刃, Kimetsu no Yaiba) (2019–in corso) (regista)

### Film
- Demon Slayer - Il treno Mugen (2020)

### Video games
- Disgaea 2: Cursed Memories (魔界戦記ディスガイア2, Makai Senki Disugaia Tsū) (2006) (regista)